# Colpochila vicina
Colpochila vicina är en skalbaggsart som beskrevs av Britton 1986. Colpochila vicina ingår i släktet Colpochila och familjen Melolonthidae. Inga underarter finns listade i Catalogue of Life.